# Lycaena elliptica
Lycaena elliptica är en fjärilsart som beskrevs av Stetter-stättermayer 1937. Lycaena elliptica ingår i släktet Lycaena och familjen juvelvingar. Inga underarter finns listade i Catalogue of Life.